# Diocese de Ragusa, Sicília
A Diocese de Ragusa (em latim: Dioecesis Ragusiensis), é uma circunscrição eclesiástica da Igreja Católica que fica na Sicília, Itália e foi fundada no ano de 1955. É uma diocese sufragânea da Arquidiocese de Siracusa.
Quando foi criada em 6 de maio de 1950 a partir de um território retirado da Arquidiocese de Siracusa, permaneceu vinculada a essa arquidiocese na pessoa do Arcebispo Ettore Baranzini, que também detinha o título de Bispo de Ragusa. A Diocese de Ragusa foi totalmente separada dessa arquidiocese em 1º de outubro de 1955.

## Bispos
|        | Nome              | Período    | Notas               |        |
| Bispos | Bispos            | Bispos     | Bispos              | Bispos |
| ------ | ----------------- | ---------- | ------------------- | ------ |
| 5º     | Giuseppe La Placa | 2021-atual |                     |        |
| 4º     | Carmelo Cuttitta  | 2015–2020  | Renunciou por saúde |        |
| 3º     | Paolo Urso        | 2002–2015  | Renunciou por idade |        |
| 2º     | Angelo Rizzo      | 1974–2002  | Renunciou por idade |        |
| 1º     | Francesco Pennisi | 1955–1974  | Renunciou por idade |        |